# SOCKS

Representação esquemática de um servidor proxy.

SOCKS é um protocolo de internet que encaminha pacotes entre cliente-servidor por um servidor proxy. 
[carece de fontes?]
O SOCKS foi originalmente desenvolvido por David Koblas, um administrador de sistemas da MIPS Computer Sistems. Quando a Silicon Graphics adquiriu a MIPS em 1992 o SOCKS se tornou disponível publicamente.